# 청렴포
청령포는 강원도 영월군 남면 광천리에 있는 명승지이다. 1971년 12월 16일 강원도기념물 제5호로 지정되었다가 2008년 12월 26일 명승 제50호로 변경되었다.
삼면이 강으로 둘러싸여 있고 한쪽으로는 육륙봉(六六峰)의 험준한 암벽이 솟아 있어서 마치 한반도처럼 생긴 지형이다.
단종이 수양대군에 의해 유배되어 갇힌 섬으로, 주변의 물살이 세어 배가 없이는 빠져나갈 수 없는 곳이다. 
슬픈 역사가 남아 있는 유서 깊은 유적지며, 휘돌아 흐르는 서강과 어우러져 자연 경관이 뛰어난 명승지이다.
강원도 영월에 있으며, 관광지로도 사람들이 찾아오고 있다.